# Angela Meder
Angela Meder (Alemania, 1956) es una primatóloga conservacionista alemana especialista en gorilas .

## Trayectoria
Meder fue una de las primeras científicas en profundizar en el estudio de los gorilas cautivos a inicios de los años ochenta y centró su trabajo en el efecto que producía la cautividad en el comportamiento y en la reproducción de los gorilas.
En 1992, se unió al grupo conservacionista Berggorilla und Regenwald Direkthilfe (B&RD). Meder reconoce que organizaciones conservacionistas del mundo desarrollado tienen una obligación particular de asistir a comunidades locales para organizar y mantener sus iniciativas de conservación propias. Bajo su tutela la B&RD ha ayudado localmente a organizar iniciativas en la República Democrática de Congo y en otros lugares vistitando periódicamente estos proyectos comunitarios para ayudar y entregar asistencia material a los proyectos.
Meder edita la revista Gorilla Journal para dar a conocer los proyectos de B&RD además de ser una revista científica. Su proyección internacional la llevó a participar en el encuentro de la Asociación Europea de Zoos y Acuarios (AEZA) que tuvo lugar en 2016 en el Zoológico de Barcelona para revisar la situación actual de las poblaciones de grandes simios en Europa y valorar sus necesidades.